# Corbières (Aude)
Corbières település Franciaországban, Aude megyében. Lakosainak száma 36 fő (2022. január 1.). Corbières Camon, Lagarde, Courtauly, Peyrefitte-du-Razès, Sonnac-sur-l’Hers, Tréziers és Val-de-Lambronne községekkel határos.

## Népesség
A település népességének változása:
| Lakosok száma | 26   | 35   | 33   | 35   | 38   | 31   | 27   | 26   | 29   | 36   |
|               | 1968 | 1982 | 1990 | 2006 | 2013 | 2015 | 2017 | 2019 | 2020 | 2022 |